# Прусија II
Прусија II (грч. Προυσίας ὁ Κυνηγός) је био краљ Битиније у периоду од 182.-149. п. н. е.. Престо је наследио од свога оца Прусије I

## Биографија
На почетку своје владавине Битинијом, удружио са Пергамски краљем Еуменом II у рату против понтског краља Фарнака I (181 - 179. п. н. е.). Касније је поражен у рату (156 - 154. п. н. е.) са Пергамским краљрвством. Пергамски краљ Еумен II је инсистирао на плаћању велике одштете након рата. Прусија је зато послао свог сина Никомеда II у Рим како би затражио њихову дипломатску интервенцију у сврху смањења репарација. Никомед је уместо тога искористио прилику да се побуни против оца и свргне га.
Прусија се жалио Риму, а Рим је онда послао комисију, која је тражила од Никомеда и Атала да прекину рат, али народ Битиније је добило инструкције да се жали на Прусију, па је то за комисију био добар изговор да се необављена посла врате у Рим. Рат се наставио, а Прусија II се повукао у утврђену Никомедију, али народ је отворило капије и пустило Никомеда са војском у град. Прусија II је потражио заштиту Зевсовога храма, али ту га је убио један од Никомедових изасланика.
Полибије је о Прусији говори као о кукавици и мекушцу, неумереном у телесним жељама и незаинтересеованом за образовање, филозофију, науку и уметност.
| Прусија I | Краљеви Битиније 182. п. н. е.. - 149. п. н. е. | Никомед II |